# Лукашев Євген Вікторович
Лука́шев Євге́н Ві́кторович (*7 травня 1990, місто Запоріжжя) — український футболіст, півзахисник.
Народився в місті Запоріжжя. Вихованець клубу Металург (Запоріжжя), перший тренер Тимошенко Є. М.

## Статистика виступів

### Професіональна ліга
| Сезон     | Команда                | Турнір    | Матчі | Голи |
| --------- | ---------------------- | --------- | ----- | ---- |
| 2006—2007 | Металург-2 (Запоріжжя) | чемпіонат | 4     | 0    |
| 2007—2008 | Металург-2 (Запоріжжя) | чемпіонат | 11    | 0    |
| 2009—2010 | Іллічівець (Маріуполь) | дубль     | 19    | 1    |
| 2011—2012 | Славутич (Черкаси)     | чемпіонат | 2     | 0    |
| 2011—2012 | Славутич (Черкаси)     | кубок     | 1     | 0    |